# Мюдовское сельское поселение
Мюдовское се́льское поселе́ние — муниципальное образование в Аксубаевском районе Татарстана Российской Федерации.
Административный центр — посёлок Мюд.

## История
Статус и границы сельского поселения установлены Законом Республики Татарстан от 31 января 2005 года № 24-ЗРТ «Об установлении границ территорий и статусе муниципального образования "Аксубаевский муниципальный район" и муниципальных образований в его составе»

## Население
| 2010  | 2011  | 2012  | 2013  | 2014  | 2015  | 2016  |
| ----- | ----- | ----- | ----- | ----- | ----- | ----- |
| 1513  | ↘1507 | ↘1467 | ↘1445 | ↘1424 | ↘1415 | ↘1407 |
| 2017  | 2018  | 2019  | 2020  |       |       |       |
| ↘1403 | ↘1365 | ↘1355 | ↘1312 |       |       |       |

## Состав сельского поселения
| № | Населённый пункт     | Тип населённого пункта          | Население |
| - | -------------------- | ------------------------------- | --------- |
| 1 | Ахматка              | деревня                         |           |
| 2 | Красный Берег        | посёлок                         |           |
| 3 | Мюд                  | посёлок, административный центр |           |
| 4 | Пионер               | посёлок                         |           |
| 5 | Пономаревка          | деревня                         |           |
| 6 | Старое Мокшино       | село                            |           |
| 7 | Татарское Сунчелеево | село                            |           |